# Wereldkampioenschappen boksen mannen 2017
De wereldkampioenschappen boksen 2017 vonden plaats van 25 augustus tot en met 2 september 2017 in Hamburg, Duitsland.
Er namen 279 boksers uit 85 deel aan het toernooi die streden in tien gewichtsklassen.

## Medailles
| Gewichtsklasse              | Goud                 | Zilver               | Brons                                     |
| --------------------------- | -------------------- | -------------------- | ----------------------------------------- |
| Lichtvlieggewicht (– 49 kg) | Joahnys Argilagos    | Hasanboy Doesmatov   | Zhomart Yerzhan Yuberjen Martínez         |
| Vlieggewicht (– 52 kg)      | Yosvany Veitía       | Jasurbek Latipov     | Tamir Galanov Kim In-kyu                  |
| Bantamgewicht (– 56 kg)     | Kairat Yeraliyev     | Duke Ragan           | Peter McGrail Gaurav Bidhuri              |
| Lichtgewicht (– 60 kg)      | Sofiane Oumiha       | Lázaro Álvarez       | Otar Eranosyan Dorjnyambuugiin Otgondalai |
| Halfweltergewicht (– 64 kg) | Andy Cruz            | Ikboljon Kholdarov   | Freudis Rojas Hovhannes Bachkov           |
| Weltergewicht (– 69 kg)     | Shakhram Giyasov     | Roniel Iglesias      | Ablaikhan Zhussupov Abass Baraou          |
| Middengewicht (– 75 kg)     | Oleksandr Chyzjnjak  | Abilkhan Amankul     | Kamran Shakhsuvarly Troy Isley            |
| Halfzwaargewicht (– 81 kg)  | Julio César La Cruz  | Joe Ward             | Carlos Andrés Mina Bektemir Melikuziev    |
| Zwaargewicht (– 91 kg)      | Erislandy Savón      | Jevgeny Tisjtsjenko  | Sanjar Tursunov Vasily Levit              |
| Superzwaargewicht (+ 91 kg) | Magomedrasul Majidov | Kamshybek Kunkabayev | Arsène Fokou Fosso Joseph Goodall         |

Bron: AIBA

## Medaillespiegel
| Plaats | Land             | Goud | Zilver | Brons | Totaal |
| 1      | Cuba             | 5    | 2      | 0     | 7      |
| 2      | Oezbekistan      | 1    | 3      | 2     | 6      |
| 3      | Kazachstan       | 1    | 2      | 3     | 6      |
| 4      | Azerbeidzjan     | 1    | 0      | 1     | 2      |
| 5      | Frankrijk        | 1    | 0      | 0     | 1      |
| 5      | Oekraïne         | 1    | 0      | 0     | 1      |
| 7      | Verenigde Staten | 0    | 1      | 2     | 3      |
| 8      | Rusland          | 0    | 1      | 1     | 2      |
| 9      | Ierland          | 0    | 1      | 0     | 1      |
| 10     | Armenië          | 0    | 0      | 1     | 1      |
| 10     | Australië        | 0    | 0      | 1     | 1      |
| 10     | Kameroen         | 0    | 0      | 1     | 1      |
| 10     | Colombia         | 0    | 0      | 1     | 1      |
| 10     | Duitsland        | 0    | 0      | 1     | 1      |
| 10     | Ecuador          | 0    | 0      | 1     | 1      |
| 10     | Georgië          | 0    | 0      | 1     | 1      |
| 10     | India            | 0    | 0      | 1     | 1      |
| 10     | Engeland         | 0    | 0      | 1     | 1      |
| 10     | Mongolië         | 0    | 0      | 1     | 1      |
| 10     | Zuid-Korea       | 0    | 0      | 1     | 1      |
| Totaal | Totaal           | 10   | 10     | 20    | 40     |

Bron: AIBA

## Deelnemende landen
Er namen 279 boksers uit 85 landen deel aan het toernooi.
- Algerije (3)
- Angola (3)
- Argentinië (3)
- Armenië (2)
- Azerbeidzjan (4)
- Australië (9)
- Barbados (1)
- Botswana (1)
- Brazilië (5)
- Bulgarije (2)
- Canada (1)
- China (5)
- Chinees Taipei (1)
- Colombia (7)
- Costa Rica (3)
- Cuba (9)
- Denemarken (2)
- Dominicaanse Republiek (4)
- Duitsland (10)
- Ecuador (2)
- Egypte (4)
- Engeland (9)
- Filipijnen (2)
- Frankrijk (2)
- Georgië (2)
- Griekenland (1)
- Guatemala (2)
- Honduras (1)
- India (8)
- Ierland (5)
- Israël (2)
- Italië (7)
- Japan (3)
- Jordanië (2)
- Kaapverdië (1)
- Kameroen (2)
- Kazachstan (10)
- Kenia (3)
- Kirgizië (1)
- Kroatië (1)
- Litouwen (1)
- Marokko (1)
- Mauritius (3)
- Mexico (3)
- Moldavië (2)
- Mongolië (4)
- Nauru (1)
- Nieuw-Zeeland (1)
- Nicaragua (3)
- Nederland (3)
- Noorwegen (1)
- Oeganda (2)
- Oekraïne (8)
- Oezbekistan (10)
- Pakistan (1)
- Panama (1)
- Polen (2)
- Puerto Rico (4)
- Rusland (9)
- Schotland (3)
- Slowakije (1)
- Spanje (2)
- Sri Lanka (1)
- Tadzjikistan (2)
- Trinidad en Tobago (1)
- Tunesië (1)
- Turkije (2)
- Turkmenistan (2)
- Hongarije (3)
- Vanuatu (1)
- Venezuela (4)
- Verenigde Staten (5)
- Wit-Rusland (3)
- Zambia (2)
- Zuid-Korea (5)